# Чрет (Крапинске Топлице)
Чрет је насељено место у саставу општине Крапинске Топлице у Крапинско-загорској жупанији, Хрватска. До територијалне реорганизације у Хрватској налазио се у саставу старе општине Забок.

## Становништво
На попису становништва 2011. године, Чрет је имао 571 становника.

## Попис1991.
На попису становништва 1991. године, насељено место Чрет је имало 732 становника, следећег националног састава:
| Попис 1991.‍  | Попис 1991.‍  | Попис 1991.‍ | Попис 1991.‍ | Попис 1991.‍ |
| ------------ | ------------ | ----------- | ----------- | ----------- |
|              |              |             |             |             |
| Хрвати       | Хрвати       |             | 723         | 98,77%      |
| Југословени  | Југословени  |             | 4           | 0,54%       |
| Срби         | Срби         |             | 1           | 0,13%       |
| неопредељени | неопредељени |             | 3           | 0,40%       |
| непознато    | непознато    |             | 1           | 0,13%       |
| укупно: 732  |              |             |             |             |